# Arrondissement di Cholet
L'arrondissement di Cholet è un arrondissement dipartimentale della Francia situato nel dipartimento del Maine e Loira, nella regione dei Paesi della Loira.

## Composizione
A seguito della riforma complessiva dei cantoni del 2014, che è entrata in vigore con le elezioni dipartimentali del 2015, l'arrondissement è composto da 32 comuni raggruppati nei seguenti 6 cantoni:
- cantone di Beaupréau
- cantone di Chemillé-Melay
- cantone di Cholet-1
- cantone di Cholet-2
- cantone di La Pommeraye
- cantone di Saint-Macaire-en-Mauges

In precedenza l'arrondissement era composto da 78 comuni raggruppati in 9 cantoni:
- cantone di Beaupréau
- cantone di Champtoceaux
- cantone di Chemillé
- cantone di Cholet-1
- cantone di Cholet-2
- cantone di Cholet-3
- cantone di Montfaucon-Montigné
- cantone di Montrevault
- cantone di Saint-Florent-le-Vieil